# Štramberk (hrad)
Štramberk (též Strahlenberg) je zřícenina hradu nad stejnojmenným městem v okrese Nový Jičín. Vznikl nejspíše v první třetině čtrnáctého století. Před rokem 1558 byl upraven v renesančním slohu a během sedmnáctého století byl udržován jezuity. Po roce 1783 se část hradu zřítila a zbylé zdivo začalo být rozebíráno na stavební materiál. V první čtvrtině byly v hradním areálu Klubem československých turistů postaveny budovy Jaroňkovy útulny a Hrstkovy chaty v současné době restaurace. Celý areál je chráněn jako kulturní památka ČR.

## Historie

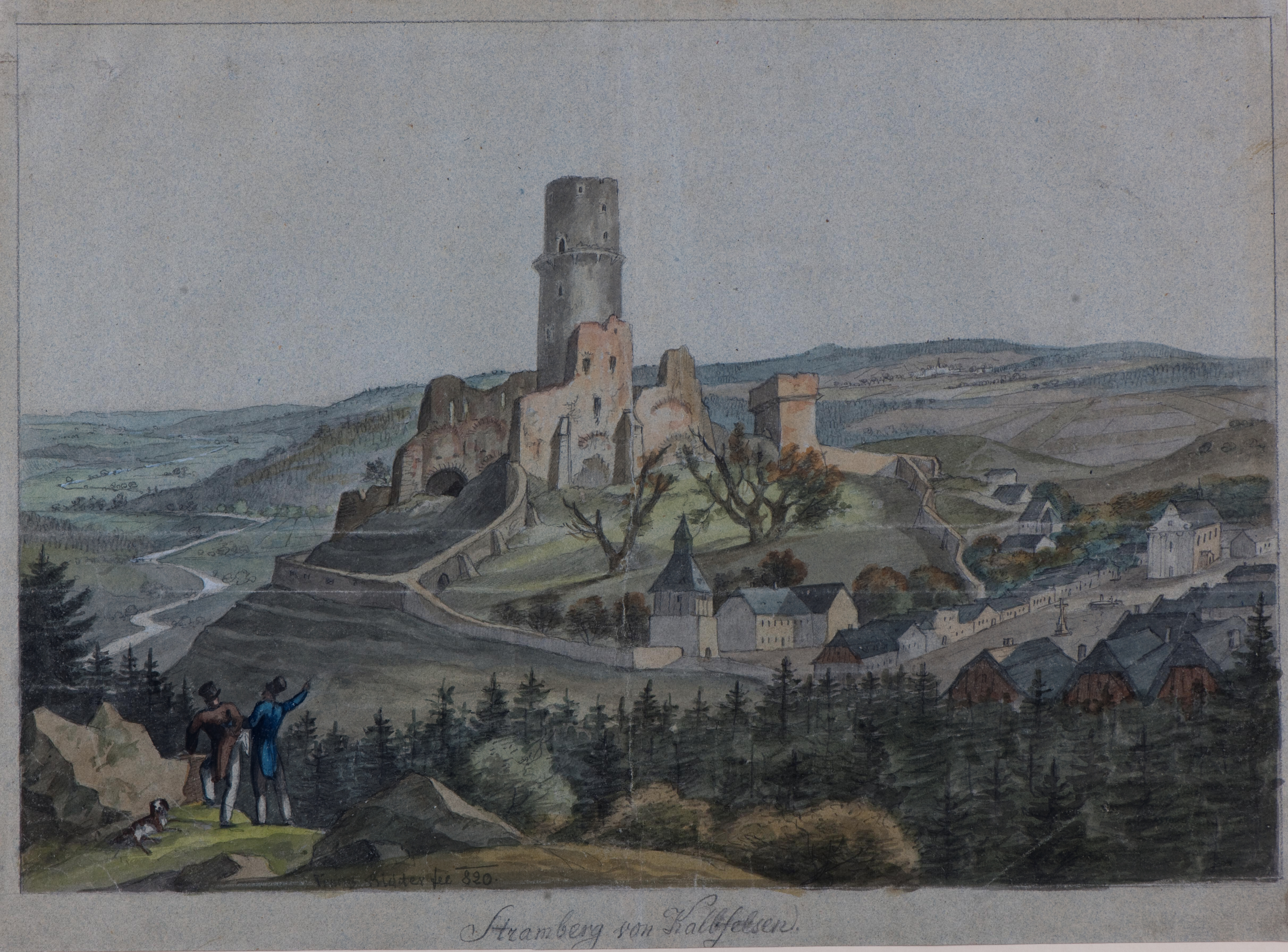
Štramberk roku 1820 na malbě Františka Richtera

Zakladatelem hradu byli v první třetině čtrnáctého století nejspíše Benešovci. Od nich ho získal markrabě Jan Jindřich, který nechal v původním předhradí postavit nový palác a nové předhradí propojit s městským opevněním. V roce 1434 se pánem hradu stal Vilém Puklice z Pozořic, který se svými příbuznými podnikal loupežné nájezdy po východní Moravě a Slezsku. Dalšími majiteli se v letech 1481–1523 stali vladykové z Hustopečí, od kterých hrad koupili Žerotínové, za nichž byl palác postavený Janem Jindřichem renesančně přestavěn. V letech 1624–1773 hrad patřil jezuitům, kteří jej udržovali, ale v roce 1783 se částečně zřítil a začal být rozebírán na stavební materiál. Po roce 1899 byly pod vedením architekta Kamila Hilberta zahájeny úpravy areálu, při kterých byly do hradního jádra i předhradí vestavěny nové budovy, kvůli kterým byla zničena řada pozůstatků hradu.

## Stavební podoba

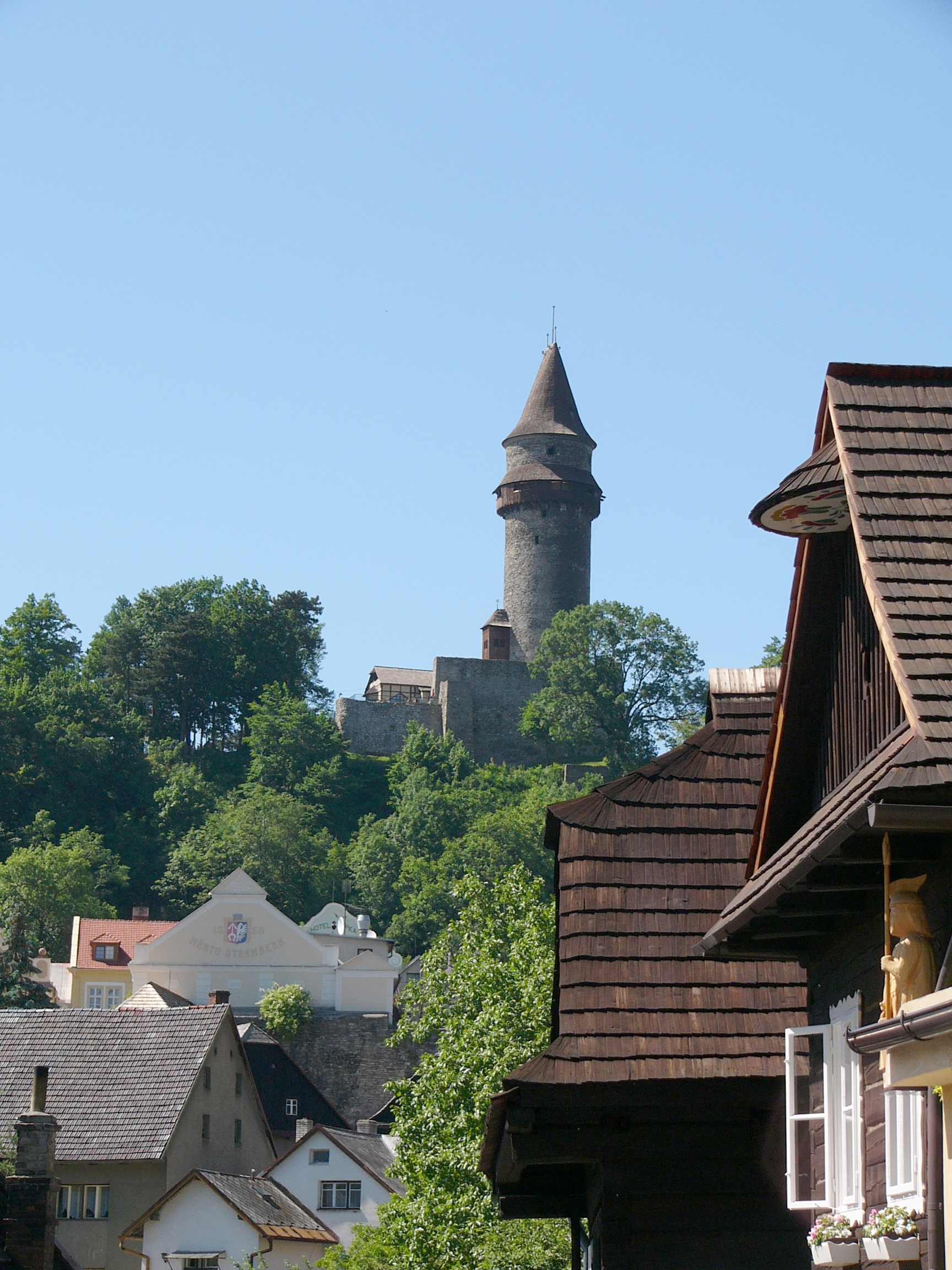
Štramberk

Hradní jádro nejstarší stavební fáze patřilo k hradům bergfritového typu. Mělo přibližně obdélníkový půdorys o rozměrech 30 × 15 metru vymezený 1,5 metru silnou hradbou. V severovýchodní části stojí bergfrit zvaný Trúba a na opačné straně stával věžovitý palác o půdorysu 11 × 15 metrů, jehož přízemím vedl průjezd do nádvoří. Na jihozápadě se pod palácem nacházelo původní předhradí, ve kterém nechal Jan Jindřich postavit nový rozměrnější palác. Ani jeden palác se nedochoval. Jan Jindřich také nechal opevnit nové předhradí, jehož součástí se stala hranolová věž, která chránila branku k městu.